# Yvonne Jougla
Yvonne Marie Louise Jougla, née le 20 août 1921 à Toulouse et morte le 14 février 2002 à Paris 16e, est une avocate, magistrate, vice-présidente au tribunal de Paris, militante politique, attachée parlementaire et membre de plusieurs cabinets ministériels, française.

## Biographie
Avocate au barreau de Paris, Yvonne Jougla a été membre de plusieurs cabinets ministériels de 1964 à 1970 : auprès du secrétaire d'État à l'Éducation nationale Michel Habib-Deloncle (janvier 1966-avril 1967), du garde des Sceaux ministre de la Justice Edmond Michelet (janvier 1959-août 1961), puis ministre des Affaires culturelles (juin 1969-octobre 1970), du ministre des Affaires étrangères (juin 1958-mai 1968) puis Premier ministre Maurice Couve de Murville (juillet 1968-juin 1969),.
Yvonne Jougla a également été conseillère technique auprès de Marceau Long à l'ORTF de 1973 à 1974.
Membre de l'Union pour la nouvelle République (UNR), parti crée pour soutenir l'action du général de Gaulle, et qui dura de 1941 à 1979, Yvonne Jougla a donné les archives de ce parti aux Archives nationales le 24 novembre 1997.
Après sa mort, ses archives étaient entre les mains de son exécuteur testamentaire Jacques Sauvage.  Il en fit don aux Archives nationales en mai 2002,.